# Honor Harger
Honor Harger és una artista i comissària d'exposicions neozelandesa. Va néixer i estudiar a Nova Zelanda, i viu a Europa des de 1999. És un dels dos artistes que dirigeixen r a d i o q u a l i a, un grup d'art que treballa en els àmbits de l'art digital i l'art radiofònic (net.radio). r a d i o q u a l i a ha exposat a l'NTT ICC de Tòquio, al New Museum of Contemporary Art de Nova York, a l'espai Gallery 9 del Walker Art Center (Estats Units), a la Maison Européenne de la Photographie de París (França), al Sónar de Barcelona i a l'Ars Electronica de Linz (Àustria), entre d'altres. Actualment, Harger també dirigeix l'AV Festival del nord-est d'Anglaterra, i en el passat va treballar per a la Tate Modern (Regne Unit), l'ANAT (Adelaide, Austràlia) i l'Artspace (Nova Zelanda). També ha estat comissària independent.